# Список произведений Эдисона Денисова
Примечание. Аббревиатурой dur. обозначена примерная продолжительность звучания

## Музыкальный театр

### Оперы
- «Пена дней» («L'écume des jours»). Лирическая драма (опера) в 3 актах и 14 картинах по роману Бориса Виана (либретто Э. Денисова). 1981. Премьера: 15 марта 1986 года, Париж, «Opéra de Paris». Дирижёр — Джон Бурдекин (John Burdekin). Время звучания: 160'
- «Четыре девушки» («Les quatre filles»). Опера в 6 картинах по пьесе Пабло Пикассо (либретто Э. Денисова). 1986. Премьера: 24 мая 1990, Москва, театр «Форум». Дирижёр — Михаил Юровский. Время звучания: 56'

### Балет
- «Исповедь». Балет в 3 актах и 16 картинах по роману Альфреда Мюссе «Исповедь сына века» (либретто А. Демидова). 1984. Премьера: 30 ноября 1984, Таллин, театр «Эстония». Дирижёр — Пауль Мяги. Издание: Москва, Сов.композитор, 1989. Время звучания: 85'

## Произведения для оркестра

### Симфонии
- Симфония для двух струнных оркестров и ударных (в 3 частях). Посв. Геннадию Рождественскому. 1962. Премьера: 29 ноября 1963, Москва. Дирижёр — Геннадий Рождественский. Издание: Москва, Сов.композитор, 1974. Время звучания: 15'
- Камерная симфония № 1 (в 3 частях). Посв. Полю Мефано и ансамблю 2е2m. 1982. Премьера: 7 марта 1983, Париж. Ансамбль 2е2т, дирижёр — Лука Пфаф (Luca Pfaff). Издание: Париж, Le Chant du monde, 1983. Также — Пьесы для камерных ансамблей. Вып.5. — Москва, Сов. композитор, 1988. Время звучания: 21'
- Симфония № 1 для большого оркестра (в 4 частях). Посв. Даниэлю Баренбойму. 1987. Премьера: 2 марта 1988, Париж. Дирижёр — Даниэль Баренбойм. Время звучания: 57'
- Камерная симфония № 2 1994. Время звучания: 17' Премьера: 13 июля 1994, Токио. АСМ-ансамбль, дирижёр Алексей Виноградов. Издание: Париж, Le Chant di Monde. 1994.
- Симфония № 2 для большого оркестра (в 2 частях), 1996. Время звучания: 22' Премьера: 13 декабря 1997, Дрезден. Дирижёр Йорг-Петер Вагль. Издание: Париж, Leduc, 1998.

### Концерты. Произведения для солирующего инструмента и оркестра
- Концерт для флейты, гобоя, фортепиано и ударных (в 3 частях: Увертюра, Каденция, Кода). Посв. Казимежу Сероцкому. 1963. Премьера: 24 сентября 1964, Варшава. Ансамбль «Musica viva pragensis». Издание: Вена, Universal Edition, 1968. Также — Произведения советских композиторов для камерного оркестра. Вып.1.-Москва, Сов.композитор, 1978. dur. 12'
- Концерт для виолончели с оркестром (одночастный). 1972. Премьера: 25 сентября 1973, Лейпциг. Дирижёр — Херберт Кегель (Herbert Kegel), солист — Вольфганг Вебер (Wolfgang Weber). Издание: Лейпциг, Peters, 1973. dur. 18'
- Концерт для фортепиано с оркестром (в 3 частях). 1974. Премьера: 5 сентября 1978, Лейпциг. Дирижёр — Вольф-Дитер Хаушильд (Wolf-Dieter Hauschild), солист — Гюнтер Филипп (Günter Philipp). Издание: Лейпциг, Peters, 1978. dur. 27'
- Концерт для флейты с оркестром (в 4 частях). Посв. Орелю Николе. 1975. Премьера: 22 мая 1976, Дрезден. Дирижёр — Ханс-Петер Франк (Hans-Peter Frank), солист — Орель Николе (Aurèle Nicolet). Издание: Лейпциг, Peters, 1980. dur. 24'
- Concerto piccolo для четырёх саксофонов (1 исполнитель) и ударных. 1977. Премьера: 28 апреля 1979, Бордо. Жан-Мари Лондейкс и ансамбль «Les percussions de Strasbourg». Издание: Париж, Leduc, 1982. dur. 2l'
- Концерт для скрипки с оркестром (в 2 частях). Посв. Павлу Когану. 1977. Премьера: 18 июля 1978, Милан. Дирижёр — Юбер Судан (Hubert Soudant), солист — Гидон Кремер. Издание: Москва, Сов.композитор, 1984. dur. 22'
- Концерт для флейты и гобоя с оркестром (одночастный). Посв. Орелю Николе и Хайнцу Холлигеру. 1978. Премьера: 24 марта 1979, Кёльн. Дирижёр — Анджей Марковский (Andrzej Markowski), солисты — Орель Николе и Хайнц Холлигер. dur. 32'
- Партита для скрипки с оркестром (в 6 частях). Посв. Леониду Когану. 1981. Премьера: 23 марта 1981, Москва. Дирижёр — Павел Коган, солист — Леонид Коган. Издание: Москва, Музыка, 1990. dur. 29'
- Концерт для фагота и виолончели с оркестром (одночастный). 1982. Премьера: 22 ноября 1990, Москва. Дирижёр — Александр Ведерников, солисты — Валерий Попов и Александр Судзиловский. dur. 32'
- Камерная музыка для альта, клавесина и струнных. 1982. Премьера: 7 мая 1983, Москва. Дирижёр — Саулюс Сондецкис, солист — Юрий Башмет. dur. 12'
- «Tod ist ein langer Schlaf».Вариации на тему Гайдна для виолончели с оркестром. Посв. Ивану Монигетти. 1982. Премьера: 30 мая 1982, Москва. Дирижёр — Павел Коган, солист — Иван Монигетти. Издание: Гамбург, Sikorski, 1983. Также — Москва, Сов.композитор, 1986. dur. 12'
- Концерт для двух альтов, клавесина и струнных (одночастный). 1984. Премьера: 24 июня 1991, Амстердам. Дирижёр — Лев Маркиз, солисты — Нобуко Имаи (Nobuko Imai) и Петра Вале (Petra Vahle). dur. 28'
- «Happy end» для двух скрипок, виолончели, контрабаса и струнных. 1985. Премьера: 4 декабря 1989, Калининград. Ансамбль «Amadeus», дирижёр — Валентин Зверев. dur. 12'
- Пять каприсов Паганини для скрипки и струнных. 1985. Премьера: 5 февраля 1986, Москва. Дирижёр — Саулюс Сондецкис, солист — Олег Каган. dur. 15'
- Концерт для гобоя с оркестром (в 3 частях). Посв. Хайнцу Холлигеру. 1986. Премьера: 4 марта 1988, Кёльн. Дирижёр — Матиас Бамерт (Mathias Bamert), солист — Хайнц Холлигер. dur. 26'
- Концерт для альта с оркестром (в 4 частях). Посв. Юрию Башмету. 1986. Премьера: 2 сентября 1986, Берлин. Дирижёр — Шарль Дютуа (Charles Dutoit), солист — Юрий Башмет. Издание: Москва, Сов.композитор, 1990. dur. 38'; расширенная авторская обработка этой музыки — Концерт для саксофона-альта с оркестром.
- Концерт для кларнета с оркестром (в 2 частях). Посв. Эдуарду Бруннеру. 1989. Премьера: 8 июля 1989, Любек. Дирижёр — Удо Циммерманн (Udo Zimmermann), солист — Эдуард Бруннер (Eduard Brunner). dur. 26'
- Концерт для гитары с оркестром (одночастный). Посв. Кристофу, Томасу и Марии-Кристине Верман. 1991. Премьера: 30 ноября 1991, Штутгарт. Дирижёр — Александр Винтерзон (Alexander Winterson), солист — Райнберт Эверс (Reinbert Evers). dur. 26'
- Концерт для флейты, вибрафона, клавесина и струнного оркестра (одночастный). Посв. Хайнцу А.Хертах. 1993. Премьера: 17 августа 1993, Люцерн. Дирижёр — Рудольф Баумгартнер (Rudolf Baumhartner), солисты — Дмитрий Денисов, Владимир Голоухов и Иван Соколов. dur. 18'

### Другие произведения для оркестра
- «Живопись» (фр. Peinture) для большого оркестра. Посв. Борису Биргеру. 1970. Премьера: 30 октября 1970, Вайц. Дирижёр — Эрнст Бур (Ernest Bour). dur. 11'
- «Акварель» для 24 струнных. 1975. Премьера: 12 июня 1975, Париж. Дирижёр — Даниэль Шабрэн (Daniel Chabrun). Издание: Произведения советских композиторов для струнного оркестра. Вып.4. — Москва, Сов.композитор, 1989. dur. 12'
- Эпитафия для камерного оркестра. 1983 (к десятой годовщине смерти С. Альенде). Премьера: 11 сентября 1983, Реджио Эмилия (Reggio Emilia). Дирижёр — Джорджо Бернаскони (Giorgio Bernasconi). dur. 6'
- «Исповедь». Сюита из балета (в 8 частях). 1985. Премьера: 22 октября 1985, Москва. Дирижёр — Василий Синайский. dur. 35'
- «Колокола в тумане» для большого оркестра. 1988. Премьера: 19 августа 1988, Москва. Дирижёр — Леонид Николаев. dur. 15'

## Камерно-инструментальная музыка

### Произведения для фортепиано. Фортепианные ансамбли
- Багатели. 7 пьес. Посв. Михаилу Воскресенскому. 1960. Издание: Лейпциг, Peters, 1971. Также — Москва, Сов.композитор, 1963. dur. 8'
- Вариации. 1961. Премьера: 28 марта 1965, Копенгаген. Солист — Торбен Петерсон (Torben Peterson). Издание: Кёльн, Gerig10, 1968. dur. 5'
- Три пьесы для фортепиано в четыре руки. Посв. Сьюзан Брэдшоу и Ричарду Р. Беннетт. 1967. Премьера: 16 февраля 1968, Лондон. Солисты — Сьюзан Брэдшоу (Susan Bradshaw) и Ричард Р. Беннетт (Richard-Rodney Bennett). Издание: Вена, Universal Edition, 1968. Также — Пьесы советских композиторов. Вып.5. — Москва, Сов.композитор, 1980. dur. 11'
- «Знаки на белом». 1974. Премьера: 26 сентября 1974, Варшава. Солист — Адам Феллеги (Adam Fellegi). Издание: Кёльн, Gerig, 1978. Также — Концертные произведения советских композиторов для фортепиано. Вып.9. — Москва, Сов.композитор, 1981. dur. 16'
- Вариации на тему Генделя. Посв. Феликсу Готлибу. 1986. Премьера: 26 марта 1987, Ленинград. Солист — Феликс Готлиб. Издание: Концертные произведения советских композиторов для фортепиано. Вып.16. — Москва, Сов.композитор, 1990. dur. 23'
- «Точки и линии» для двух фортепиано в восемь рук. Посв. «Orgella-Kwartet». 1988. Премьера:, 2 октября 1988, Амстердам. «Orgella-Kwartet». dur. 12'
- «Pour Daniel». Посв. Даниэлю Баренбойму. 1989. dur. 2'
- «Отражения». 1989. Премьера: 23 ноября 1989, Глазго. Солистка — Сьюзан Брэдшоу. dur. 12'

### Произведения для других инструментов соло
- Соло для флейты. Посв. Орелю Николе. 1971. Премьера: 29 апреля 1973, Виттен. Солист — Орель Николе. Издание: Кёльн, Gerig, 1973. Также — Произведения советских композиторов для флейты соло. — Москва, Сов.композитор, 1980. dur. 3'
- Соло для гобоя. Посв. Хайнцу Холлигеру. 1971. Премьера: Хельсинки. Солист — Хайнц Холлигер. Издание: Кёльн, Gerig, 1973. Также — Пьесы для гобоя соло. — Москва, Сов.композитор, 1982. dur. 4'
- Соната для кларнета соло (в 2 частях). Посв. Льву Михайлову. 1972. Премьера: 24 января 1974, Москва. Солист — Лев Михайлов. Издание: Кёльн, Gerig, 1973. Также — Произведения советских композиторов для кларнета соло. — Москва, Сов.композитор, 1978. dur.6'
- Соло для трубы. 1972. dur. 3'
- Соната для скрипки соло (в 3 частях). Посв. Леониду Когану. 1978. Премьера: 19 октября 1978, Гамбург. Солистка — Ёсико Накара (Yoshiko Nakara). Издание: Гамбург, Sikorski, 1978. Также — Новые сочинения советских композиторов для скрипки соло. Вып.3. — Москва, Сов.композитор, 1980. dur. 13'
- «Мёртвые листья» для клавесина, 1980. Премьера: 8 октября 1983, Берлин. Солистка — Рут Цехлин (Ruth Zechlin). Издание: Лейпциг, DVFM11, 1984. dur. 6'
- Соната для гитары соло (в 3 частях: Токката, Колыбельная, Воспоминание об Испании). Посв. Райнберту Эверсу. 1981. Премьера: 14 декабря 1981, Москва. Солист — Николай Комолятов. Издание: Гамбург, Sikorski, 1982. dur. 14'
- Соната для фагота соло (в 3 частях). Посв. Валерию Попову. 1982. Премьера: 1 ноября 1982, Москва. Солист — Валерий Попов. Издание: Париж, Leduc, 1985. Dur. 15'
- Соната для флейты соло (в 3 частях). 1982. Премьера: 15 февраля 1984, Мюнстер. Солист — Пауль Майзен (Paul Meisen). Издание: Париж, Leduc, 1985. Dur. 16'
- Пять этюдов для фагота соло. Посв. Валерию Попову. 1983. Издание: Лейпциг, DVFM, 1986. Также — Произведения советских композиторов для фагота соло. Вып.2. — Москва, Сов. композитор, 1985. Dur. 15'
- Две пьесы для флейты соло (Пастораль, Движение). 1983. Издание: Лейпциг, DVFM, 1987. Dur. 8'.
- «Зимний пейзаж» для арфы. 1987. Издание: Лейпциг, DFVM, 1990. Dur. 7'
- «От сумерек к свету» (Des ténèbres à la lumière) для баяна, 1995. Издание: Париж, Leduc, 1996. Dur. 15'.

### Произведения для солирующих инструментов и фортепиано
- Соната для флейты и фортепиано (одночастная). Посвящяется Александру Корнееву. 1960. Премьера: 27 марта 1962, Москва. Солисты — Александр Козлов и Галина Рубцова. Издание: М.: Музыка, 1967. Dur. 10'
- Соната для скрипки и фортепиано (в 3 частях). 1963. Премьера: 1 апреля 1972, Москва. Солисты — Гидон Кремер и Олег Майзенберг. Издание: Leipzig: Peters, 1971. Также — М.: Музыка, 1971. Dur. 12'
- Три пьесы для виолончели и фортепиано. Посвящяется Наталье Гутман. 1967. Премьера: И мая 1968, Москва. Солисты — Наталья Гутман и Борис Берман. Издание: Wien: Universal Edition, 1972. Также — М.: Советский композитор, 1978. dur. 7'
- Соната для саксофона и фортепиано (в 3 частях). Посвящаяется Жан-Мари Лондексу. 1970. Премьера: 14 декабря 1970, Чикаго. Солисты — Жан-Мари Лондекс и Анриетта Пуиг-Роже (Henriette Puig-Roget). Издание: Paris: Leduc, 1973. Также — Пьесы советских композиторов для саксофона и фортепиано. Вып. 2. — М.: Советский композитор, 1982. dur. 12'
- Соната для виолончели и фортепиано (в 2 частях: Речитатив, Токката). Посвящяется Наталье Гутман. 1971. Премьера: 8 апреля 1971, Руайан (Royan). Солисты — Пьер Пенассу (Pierre Penassou) и Мария-Елена Барьентос (Maria-Elena Barrientos). Издание: Leipzig: Peters, 1973. Также — Концертные пьесы советских композиторов для виолончели и фортепиано. Вып. 2. — М.: Советский композитор, 1981. dur. 10'
- Две пьесы для альт-саксофона и фортепиано. Посвящяется Льву Михайлову. 1974. Премьера: июнь 1974, Бордо. Солисты — Лев Михайлов и Игорь Катаев. Издание: Paris: Leduc, 1978. dur. 5'
- Хорал-вариации для тромбона и фортепиано. Посвящяется Анатолию Скобелеву. 1975. Премьера: 27 августа 1976, Венеция. Солист — Джеймс Фулькерсон (James Fulkerson). Издание: Париж, Leduc, 1979. Также — Пьесы советских композиторов для тромбона и фортепиано. — М.: Музыка, 1986. dur. 8'
- Четыре пьесы для флейты и фортепиано. Посвящяется Орелю Николе. 1977. Премьера: 21 апреля 1978, Париж. Солисты — Орель Николе и Юрг Виттенбах (Jurg Wittenbach). Издание: Paris: Leduc, 1978. Также — Пьесы советских композиторов для флейты и фортепиано. Вып. 1. — М.: Советский композитор, 1981. dur. 10'
  - Прелюдия и Ария для флейты и фортепиано. 1978. Издание: Paris: Leduc, 1979. Также — Произведения советских композиторов для флейты и фортепиано и флейты соло. — М.: Советский композитор, 1984. dur. 6'
  - «Es ist genug». Вариации на тему Баха для альта и фортепиано. 1984. Издание: Leipzig: DVFM, 1991. Также — Hamburg: Sikorski, 1991. dur. 14'
- «Paysage au clair de lune» для кларнета и фортепиано. 1985. Издание: Paris: Billaudaut, 1987. dur. 3'
- Вариации на тему Шуберта для виолончели и фортепиано. Посвящяется Александру Рудину. 1986. Премьера: 8 марта 1986, Москва. Солисты — Александр Рудин и Владимир Сканави. Издание: Hamburg: Sikorski, 1988. dur. 15'

### Произведения для двух солирующих инструментов (без фортепиано)
- Соната для флейты и гитары (в 3 частях: Диалог, Ноктюрн, Серенада). 1977. Премьера: 25 декабря 1978, Москва. Солисты — Ирина Лозбень и Николай Комолятов. Издание: Гамбург, Sikorski, 1978. dur. 15'
- Соната для скрипки и органа (в 2 частях). Посв. Михаилу Фихтенгольцу. 1982. Премьера: 26 марта 1983, Ленинград. Солисты — Михаил Фихтенгольц и Евгения Лисицина. dur.23'
- Соната для флейты и арфы (в 2 частях). 1983. Премьера: 7 января 1984, Москва. Солисты — Марина Ворожцова и Ольга Эльдарова. Издание: Париж, Leduc, 1985. Также — Пьесы для камерных ансамблей. Вып.7. — Москва, Сов. композитор, 1990. dur. 10'
- Дуэт для флейты и альта. Посв. Дмитрию Денисову. 1985. Премьера: 28 марта 1990, Москва. Солисты — Дмитрий Денисов и Игорь Богуславский. Издание: Париж, Leduc, 1989. dur. 6'

### Произведения для солирующего инструмента и ансамбля
- «Три картины Пауля Клее» («Диана в осеннем ветре», «Сенечио», «Дитя на перроне») для альта и ансамбля (гобой, валторна, вибрафон, фортепиано, контрабас). Посв. Игорю Богуславскому. 1985. Премьера: 27 января 1985, Москва, Солист — Игорь Богуславский. Издание: Лейпциг, DVFM, 1986. Также — Пьесы для камерных ансамблей. Вып.4. — Москва, Сов. композитор, 1986 (только «Диана в осеннем ветре»). dur.23'
- «Es ist genug». Вариации на тему хорала Баха для альта и ансамбля (флейта, гобой, челеста, 2 скрипки, альт, виолончель, контрабас). Вторая редакция. 1986. Премьера: 3 сентября 1989, Люцерн. Ансамбль «Camerata», дирижёр — Хайнц Холлигер, солист — Кристоф Шиллер (Christoph Schiller). Издание: Москва, Музыка, 1991. dur. 14'

### Произведения для двух солирующих инструментов и ансамбля
- «Романтическая музыка» для гобоя, арфы и струнного трио. Посв. Хайнцу и Урсуле Холлигер. 1968. Премьера: 16 мая 1969, Загреб. «Trio a cordes français», солисты — Хайнц и Урсула Холлигер. Издание: Лондон, Universal Edition, 1970. Также — Пьесы для камерного ансамбля. — Москва, Музыка, 1977. dur. 11'
- «Посвящение» для флейты, кларнета и струнного квартета. Посв. «Nash-ensemble». 1991. Премьера: 6 февраля 1992, Лондон. «Nash-ensemble». dur. 15'

### Трио
- Струнное трио (одночастное). Посв. «Trio a cordes de Paris». 1969. Премьера: 23 октября 1969, Париж. «Trio a cordes de Paris». Издание: Вена, Universal Edition, 1972. Также — Эдисон Денисов. Произведения для струнных. — Москва, Сов.композитор, 1981. dur. 10'
- Фортепианное трио (в 4 частях). 1971. Премьера: 30 октября 1972, Москва. Солисты — Валерия Вилькер, Марк Дробинский и Виктор Деревянко. Издание: Лейпциг, Peters, 1975. dur. 20'
- Трио для гобоя, виолончели и клавесина (в 3 частях). 1981. Премьера: ноябрь 1981, Донауэшинген (Donaueschingen). «Aulos-trio». Издание: Лейпциг, Peters, 1984. dur.30'

### Квартеты
- Струнный квартет f-moll, 1959. Премьера в МЗК 02.11.1959. Исполнители: И. Фролов и Н. Забавников (скрипки), Л.Реброва (альт), Ю.Аншелевич (виолончель)
- Струнный квартет № 2 (в 3 частях). Памяти Белы Бартока. 1961. Издание: Эдисон Денисов. Произведения для струнных. — Москва, Сов.композитор, 1981. dur. 13'
- Квартет для флейты, скрипки, альта и виолончели (в 2 частях). 1989. Премьера: 7 ноября 1989, Тренто. Солисты — Дмитрий Денисов, Евгения Алиханова, Татьяна Кохановская, Ольга Огранович. dur.26'
- Четыре пьесы для струнного квартета. Посв. Альфреду Шлее. 1991. Премьера: июнь 1991, Лондон. «Arditti-quartet». dur.6'

### Квинтеты
- Квинтет для флейты, гобоя, кларнета, фагота и валторны (в 2 частях). 1969. Премьера: 10 октября 1970, Амстердам. «Danzi-Quintett». Издание: Лондон, Universal Edition, 1971. Также — Пьесы для духовых ансамблей. Вып.2.- Москва, Сов.композитор, 1979. dur.6'
- Квинтет для двух скрипок, альта, виолончели и фортепиано (в 3 частях). 1987. Премьера: 24 мая 1987, Бристоль. Ансамбль «Chameleon». dur.24'
- Квинтет для кларнета, двух скрипок, альта и виолончели (в 3 частях). Посв. Эдуарду Бруннеру. 1987. Премьера: 30 мая 1987, Саарбрюкен (Saarbrücken). Солисты — Эдуард Бруннер и Квартет SDR. Издание: Гамбург, Sikorski, 1991. dur.19'
- 8 Квинтет для четырёх саксофонов и фортепиано (в 3 частях). Посв. Клоду и Одиль Делангль (Claude, Odile Delangle). 1991.
- Премьера: 20 февраля 1993, Париж. «Quintette Delangle». Издание: Париж, Leduc, 1992. dur.25'

### Секстет
- Секстет для флейты, гобоя, кларнета, скрипки, альта и виолончели (в 2 частях). 1984. Премьера: 15 июля 1985, Челтенхэм (Cheltenham). Ансамбль «Capricorn». Издание: Лондон, Boosey&Hawkes, 1988. dur. 14'

### Октет
- Октет для двух гобоев, двух кларнетов, двух фаготов и двух валторн (в 2 частях). Посв. «Bläserensemble Sabine Meyer». 1991. Премьера: 19 июля 1991, Вотерзен (Wotersen). «Bläserensemble Sabine Meyer». Издание: Гамбург, Sikorski, 1991. dur. 18'

### Ансамбли для разных инструментов
- Музыка для одиннадцати духовых и литавр (в 3 частях). Посв. Геннадию Рождественскому. 1961. Премьера: 15 ноября 1965, Ленинград. Дирижёр — Геннадий Рождественский. Издание: Лейпциг, Peters, 1972. dur.7'
- Crescendo e diminuendo для клавесина и двенадцати струнных. 1965. Премьера: 14 мая 1967, Загреб. Дирижёр — Игорь Гядров. Издание: Вена, Universal Edition, 1972. dur.6'
- «Ода» для кларнета, фортепиано и ударных. 1968. Премьера: 22 января 1968, Москва. Солисты — Лев Михайлов, Борис Берман, Валентин Снегирёв. Издание: Москва, Сов.композитор, 1976. dur.8'
- «DSCH» для кларнета, тромбона, виолончели и фортепиано. 1969. Премьера: 26 сентября 1969, Варшава. Ансамбль «Atelier de musique». Издание: Вена, Universal Edition, 1972. Также — Пьесы для камерного ансамбля. Вып.1. — Москва, Сов.композитор, 1980. dur.5'
- «Силуэты» для флейты, двух фортепиано и ударных (в 5 частях: Донна Анна, Людмила, Лиза, Лорелея, Мария). 1969. Премьера: 5 октября 1969, Баден-Баден. Ансамбль Томаша Сикорского. Издание: Пьесы для камерного ансамбля. Вып.3. — Москва, Сов.композитор, 1983. dur. 10'
- Канон памяти Игоря Стравинского для флейты, кларнета и арфы. 1971. Премьера: Лондон, 1972. Издание: Кёльн, Gerig, 1979. Также — Альбом пьес для арфы. Вып.1. — Москва, Сов. композитор, 1979. dur.3'
- Три пьесы для клавесина и ударных (Отражения, Совпадения, Изолированные точки в пространстве). 1972. Премьера: 8 октября 1983, Москва. Солисты — Валерий Камышов и Марк Пекарский. dur.5'
- Две пьесы для трёх инструментов. 1978. Премьера: 3 июля 1984, Лондон. Ансамбль «Capricorn». Издание: Лондон, Boosey & Hawkes, 1987. dur.5'
- Прелюдия для четырёх арф. 1972. Издание: Новые произведения советских композиторов для арфы и ансамбля с арфой. — Москва, Сов.композитор, 1983. dur.5'
- «In Deo speravit cor meum» для скрипки (флейты), гитары и органа. 1984. Премьера: 1 ноября 1984, Кассель. Солисты — Отфрид Нис (Otfried Nies), Райнберт Эверс (Reinbert Evers), Клаус Мартин Циглер (Klaus Martin Ziegler). dur. 12'
- «Hommage a Pierre» для камерного ансамбля (2 флейты, 2 кларнета, валторна, вибрафон, арфа, фортепиано, скрипка, альт, виолончель). Посв. Пьеру Булезу. 1985. Премьера: 31 сентября 1985, Баден-Баден. Ансамбль «Intercontemporain». Издание: Париж, Leduc, 1987. dur.9'
- Три пьесы для ударных (Чёрные облака, Возникновения и исчезновения, Лучи далеких звезд в искривлённом пространстве). 1989. Премьера: 14 апреля 1989, Москва. Солист — Марк Пекарский. Издание: Лейпциг, DVFM, 1990 (первая пьеса), 1992 (вторая пьеса). dur.25'
- Вариации на тему Моцарта для восьми флейт. 1990. Премьера: 25 января 1991, Мюнхен. Солисты — Андраш Адорьян, Вильям Беннетт (William Bennett), Мишель Дебост, Петер-Лукас Граф (Peter-Lukas Graf), Хироси Хари (Hiroshi Hari), Максанс Ларрьё (Маxence Larrieu), Вольфганг Шульц (Wolfgang Schulz), Рансом Вильсон (Ransom Wilson). Издание: Париж, Billaudaut, 1992. dur. 10'

## Произведения для хора

### Произведения для хора, солистов и оркестра
- Реквием для сопрано, тенора, хора и оркестра на стихи Франциско Танцера и литургические тексты (в 5 частях). 1980. Премьера: 30 октября 1980, Гамбург. Дирижёр — Фрэнсис Трэвис (Francis Travis), солисты — Ева Чапо (Eva Csapo), Лутц Михаель Хердер (Lutz Michaels Herder). Издание: Гамбург, Sikorski, 1983. dur.36'
- «Колен и Хлоя». Сюита из оперы «Пена дней» для сопрано, меццо-сопрано, тенора, хора и оркестра (в 8 частях). 1981. Премьера: 17 октября 1983, Москва. Дирижёр — Василий Синайский, солисты — Нелли Ли, Нина Терентьева, Николай Думцев. dur.36'
- Kyrie для хора и оркестра. Памяти Моцарта. 1991. Премьера: 25 августа 1991, Штутгарт. Дирижёр — Руперт Хубер (Rupert Huber). dur. 10'
- «История жизни и смерти Господа нашего Иисуса Христа» для тенора, баса, хора и оркестра на тексты из Нового Завета и православной литургии (в 7 частях: Рождение Христа, Поклонение волхвов, Нагорная проповедь, Видение, Гефсиманский сад, Голгофа, Воскресение). 1992. dur.60'

### Произведения для хора без сопровождения
- «Приход весны» на стихи Афанасия Фета (в 5 частях). 1984. Премьера: 7 ноября 1986, Москва. Дирижёр — Валерий Полянский. dur.8'
- «Свете тихий» на литургический текст. 1988. Премьера: 30 января 1989, Таллин. dur. 17'

## Произведения для голоса

### Произведения для голоса и фортепиано
- «Весёлый час» для голоса и фортепиано на стихи русских поэтов XVIII века (в 5 частях). 1961. Премьера: 12 декабря 1971, Москва. Солист — Михаил Рыба. dur. 10'
- Две песни на стихи Ивана Бунина для сопрано и фортепиано. 1970. Премьера: 3 апреля 1971, Халле. Солистка — Розвита Трекслер (Roswitha Trexler). Издание: Э. Денисов. Вокальные произведения. Тетр.2. — Москва, Сов.композитор, 1987. dur.5'
- «На повороте» для голоса и фортепиано на стихи Осипа Мандельштама (в 4 частях). 1979. Премьера: 28 января 1980, Москва. Солисты — Лидия Давыдова и Василий Лобанов. Издание: «Из поэзии Мандельштама». — Москва, Сов. композитор, 1992. dur.7'
- «Пять стихотворений Евгения Баратынского» для голоса и фортепиано. 1979. Премьера: 28 января 1980, Москва. Солисты — Ирина Муратова и Василий Лобанов. Издание: Э. Денисов. Вокальные произведения. Тетр.2. — Москва, Сов.композитор, 1987. dur.9'
- «Твой облик милый» для голоса и фортепиано на стихи Александра Пушкина (в 10 частях). 1980. Премьера: 8 декабря 1980, Москва. Солисты — Алексей Мартынов и Василий Лобанов. Издание: Москва, Музыка, 1984. dur. 19'
- «Флоре» для голоса и фортепиано на стихи Аттилы Йожефа (в 3 частях). 1980. Премьера: 1 ноября 1982, Москва. Солисты — Алексей Мартынов и Василий Лобанов. Издание: Э. Денисов. Вокальные произведения. Тетр.2. — Москва, Сов.композитор, 1987. dur.6'
- «На снежном костре» для голоса и фортепиано на стихи Александра Блока (в 24 частях). 1981. Премьера: 12 апреля 1982, Москва. Солисты — Алексей Мартынов и Аристотель Константиниди. Издание: Москва, Сов.композитор, 1990. dur.57'
- «Свет и тени» для баса и фортепиано на стихи Владимира Соловьёва (в 3 частях). 1982. Премьера: 31 октября 1983, Москва. Солисты — Анатолий Сафиулин и Георгий Федоренко. Издание: Э. Денисов. Вокальные произведения. Тетр.2. — Москва, Сов.композитор, 1987. dur.7'

### Произведения для голоса и инструментального ансамбля
- «Песни Катулла» («Canti di Catullo») для голоса и трёх тромбонов (в 4 частях). 1962. Премьера: 18 марта 1982, Москва. Солисты — Анатолий Сафиулин и трио тромбонов Большого театра. Издание: Произведения для голоса и камерного ансамбля. Вып.1. — Москва, Сов.композитор, 1982. dur.8'
- «Солнце инков» для сопрано и ансамбля (флейта, гобой, кларнет, труба, валторна, скрипка, виолончель, два фортепиано, ударные) на стихи Габриелы Мистраль (в 6 частях). Посв. Пьеру Булезу. 1964. Премьера: 30 ноября 1964, Ленинград. Дирижёр — Геннадий Рождественский, солистка — Лидия Давыдова. Издание: Лондон, Universal Edition, 1971. dur.20'
- «Итальянские песни» для сопрано, скрипки, флейты, валторны и клавесина на стихи Александра Блока (в 4 частях). 1964. Премьера: 10 мая 1966, Ленинград. Дирижёр — Игорь Блажков, солистка — Лидия Давыдова. Издание: Будапешт, Muzsika, 1973. dur. 19'
- «Плачи» для сопрано, фортепиано и ударных на русские народные тексты (в 6 частях). 1966. Премьера: 17 декабря 1968, Брюссель. Солистка — Бася Ретчитска (Basia Retchitska). Издание: Вена, Universal Edition, 1972. dur.29'
- «Пять историй о господине Койнере» для тенора и семи инструментов (кларнет-piccolo, альт-саксофон, труба, тромбон, фортепиано, контрабас, ударные) на тексты Бертольда Брехта. 1966. Премьера: 20 февраля 1968, Берлин. Дирижёр — Иохим Фрейер (Joachim Freyer), солист — Хорст Хистерманн (Horst Histermann). Издание: Произведения для голоса и инструментального ансамбля. — Москва, Музыка, 1978. dur. 13'
- «Жизнь в красном цвете» для голоса, флейты, кларнета, скрипки, виолончели, фортепиано и ударных на стихи Бориса Виана (в 7 частях). 1973. Премьера: май 1973, Загреб. Солистка — Розвита Трекслер (Roswitha Trexler). dur.23'
- «Весёлый час» для голоса и фортепианного трио на стихи русских поэтов XVIII века. Вторая редакция. 1975. dur. 10'
- «Листья» («Blätter») для сопрано и струнного трио на стихи Франциско Танцера (в 5 частях). Посв. Росвите Трекслер. 1978. Премьера: 28 января 1980, Москва. Солистка — Лидия Давыдова. Издание: Гамбург, Sikorski, 1979. dur.9'
- «Боль и тишина» для меццо-сопрано, кларнета, альта и фортепиано на стихи Осипа Мандельштама (в 4 частях). 1979. Премьера: 28 января 1980, Москва. Солистка — Елена Друженкова. Издание: Произведения для голоса и камерного ансамбля. Вып.3. — Москва, Сов.композитор, 1988. dur. 11'
- «Пожелание добра» («Wishing well») для голоса кларнета, альта и фортепиано на стихи Франциско Танцера. 1986. Премьера: 1 марта 1986, Нью-Йорк. Ансамбль «Continuum» dur.6'
- «Четыре стихотворения Жерара де Нерваля» для голоса, флейты и фортепиано. 1989. Премьера: 22 июля 1989, Давос. Солисты — Эрнст Хэфлигер (Ernst Haefliger), Орель Николе и Андреас Хэфлигер (Andreas Haefliger). dur. 10'

### Произведения для голоса и оркестра
- «Осенняя песня» («Chant d’automne») для сопрано и большого оркестра на стихи Шарля Бодлера (в 4 частях). 1971. Премьера: 16 мая 1971, Загреб. Дирижёр — Само Хубад (Samo Hubad), солистка — Дороти Дороу (Dorothy Dorow). Издание: Вена, Universal Edition, 1972. dur. 13'
- «Твой облик милый» для голоса и оркестра на стихи Александра Пушкина (в 10 частях). Вторая редакция. 1982. Премьера: 30 октября 1984, Москва. Дирижёр — Геннадий Рождественский, солист — Алексей Мартынов. dur. 19'
- «В высоте небес…» («Au plus haut des cieux…») для голоса и камерного оркестра на стихи Жоржа Батая (в 12 частях). 1986. Премьера: 11 мая 1987, Париж. Ансамбль «Intercontemporain», дирижёр — Петер Этвёш (Peter Eötvös), солистка — Мари Анжель (Marie Angel). Издание: Париж, Le Chant du monde, 1992. dur.20'
- «Рождественская звезда» для голоса, флейты и струнных на стихи Бориса Пастернака. 1989. Премьера: 28 декабря 1989, Москва. Дирижёр — Юрий Башмет, солисты — Елена Брылева и Дмитрий Денисов. dur. 10'

### Вокальные ансамбли
- «Осень» для тринадцати солистов на стихи Велимира Хлебникова (в 3 частях). 1968. Премьера: 30 марта 1969, Руайан. Дирижёр — Марсель Куро (Marcel Couraud). Издание: Хоры советских композиторов. — Москва, Сов.композитор, 1985. dur.6'
- «Три отрывка из Нового Завета» («Trois fragments du Nouveau Testament») для контратенора, двух теноров, баритона, флейты и колоколов. 1989. Премьера: 7 декабря 1990, Базель. «Hilliard-Ensemble». dur.8'
- «Легенды подземных вод» («Legendes des eaux souterraines») для двенадцати солистов на стихи Ива Бержере (Ives Bergeret). 1989.dur. 15'

## Особые жанры

### Инструментальный театр
- «Голубая тетрадь» для сопрано, чтеца, скрипки, виолончели, двух фортепиано и трёх групп колоколов на стихи Александра Введенского и тексты Даниила Хармса (в 10 частях). 1984. Премьера: 11 апреля 1985, Ростов-Дон. Солистка — Елена Комарова. dur.45'
- «Пароход плывет мимо пристани». Музыка для шумового оркестра. Посв. Марку Пекарскому и его ансамблю. 1986. Премьера: 1 апреля 1987, Москва. Ансамбль Марка Пекарского. dur. 10'

### Электронная и конкретная музыка
- «Пение птиц» для подготовленного фортепиано и магнитофонной плёнки. 1969. Премьера: 20 декабря 1970, Дубна. Солист — Алексей Любимов. dur.7'
- «На пелене застывшего пруда…» («Sur la nappe d’un étang glacé…») для 9 инструментов (флейта, гобой, кларнет, тpyбa, валторна, тромбон, фортепиано, арфа, вибрафон) и магнитофонной плёнки. 1991. Премьера: 24 февраля 1993, Париж. Дирижёр — Давид Робертсон (David Robertson). dur. 16'

## Оркестровки
- Ю. Кочуров. «Дон Жуан» Сюита из балета для большого оркестра /1960/. Издание: Ленинград, Музыка, 1967.
- Мусоргский. «Детская» для сопрано и большого оркестра. 1976. Издание: Москва, Музыка, 1984.
- Мусоргский. «Без солнца» для баса и большого оркестра. 1981.
- Мосолов. «Три детские сцены» для голоса и камерного оркестра. 1981.
- Мосолов. «Газетные объявления» для голоса и камерного оркестра. 1981.
- Шуберт. Вальсы ор.9а для камерного оркестра. 1981.
- Шуберт. Вальсы ор.9а для большого оркестра. 1982.
- Шуберт. Вальсы ор.9Ь для камерного оркестра. 1982.
- Бетховен. Марш alla turca для камерного оркестра. 1982.
- Шуберт. Ave Maria для камерного оркестра. 1982.
- Шуберт. Grätzer Walzer op.91a для камерного оркестра. 1983.
- Шуберт. Вальсы ор.18а для камерного оркестра. 1983.
- Мусоргский. «Песни и пляски смерти» для баса и большого оркестра. 1983.
- Шуберт. Hommage aux belles Viennoises op.67 для камерного оркестра. 1983.
- Шуберт. Последние вальсы ор.127 для камерного оркестра. 1984.
- Шуберт. Вальсы ор.9b для большого оркестра. 1984.
- Шопен. Этюд cis-moll ор.10 № 4 для фортепиано и оркестра.1984.
- Шуберт. Вальсы ор.18а для большого оркестра. 1986.
- Дебюсси. Опера «Родриг и Химена». 1992.
- Купровская Е. Пять романсов на стихи Анны Ахматовой. Для сопрано и ансамбля. 1994.

## Прочие музыкальные произведения

### Юношеские произведения (1947—1951)
- Прелюдии для фортепиано (21). 1947—1949.
- «Классическая сюита» для двух фортепиано D-dur (в 5 частях: Прелюдия, Гавот, Менуэт, Интермеццо, Жига). 1948—1949.
- Гавот (из «Классической сюиты») для камерного оркестра. 1949.
- Песни для голоса и фортепиано на стихи Г. Гейне, А. Мицкевича, А. Блока, С. Есенина, М. Лермонтова. 1948—1949.
- «Неудача». Комическая сценка из Чехова. 1949.
- Сюита для оркестра и хора /1949/.
- Менуэт для гобоя и фортепиано /1949/.
- Песни для голоса и фортепиано на стихи А. Блока и Г. Гейне. 1950—1951.

### Произведения, написанные в консерватории
- Пять песен для голоса и фортепиано на стихи Роберта Бёрнса. 1951. Издание: Э.Денисов. Вокальные произведения. /Тетр.1/. — Москва, Сов.композитор, 1980 (только вторая и третья песни).
- «Вечер» для голоса и фортепиано на стихи Фёдора Тютчева. 1951.
- Два хора без сопровождения на стихи Аветика Исаакяна. 1952.
- Три романса для голоса и фортепиано на стихи Аветика Исаакяна. 1952.
- «Любишь ты весну» для голоса и фортепиано на стихи Шандора Пётефи. 1952.
- «Дуют ветры» для сопрано и фортепиано на стихи Алексея Кольцова. 1952.
- «За рекой, за горой». Русская народная песня. Обработка для хора без сопровождения. 1953.
- «Ноктюрны». Вокальный цикл для меццо-сопрано и фортепиано на стихи Бо Цзюй-и (в 8 частях). 1954. Издание: нотное приложение к журналу «Советская музыка». 1954. № 3 (только две песни). Полностью опубл.: Э. Денисов. Вокальные произведения /Тетр.1/. — Москва, Сов.композитор, 1980.
- Фортепианное трио (в 4 частях). Посв. Дмитрию Шостаковичу. 1954. Издание: Москва, Сов.композитор, 1960.
- Симфония для большого оркестра (в 4 частях). 1955.
- «Кузнецы вы, кузнецы». Русская народная песня. Обработка для голоса и фортепиано. 1955.
- «Ходит Бориска». Русская народная песня. Обработка для голоса и фортепиано. 1955.
- «Иван-солдат». Опера, 1 картина. 1956.
- Струнный квартет № 1 (в 3 частях). 1957.
- Симфониетта на таджикские темы (в 3 частях). 1957.
- Трио для скрипки, кларнета и фагота (в 2 частях). Посв. Николаю Пейко. 1957. Издание: Москва, Музыка, 1965.
- «Страдания юности». Вокальный цикл для голоса и фортепиано на стихи Генриха Гейне (в 10 частях). 1958. Издание: Э. Денисов. Вокальные произведения /Тетр.1/. — Москва, Сов.композитор, 1980.
- Соната для двух скрипок соло (в 3 частях: Интродукция, Вариации на две народные темы, Фуга). 1958. Издание: Москва, Музыка, 1967.
- Маленькая сюита для малого оркестра (в 5 частях: Мелодия, Дивертисмент, Пейзаж, Интермедия, Игра). 1958.
- Детская сюита для малого оркестра (в 5 частях: Марш, Русская песня, Шутка, Просьба, Финал). Посв. Николаю Литвинову. 1958. Издание: Москва, Музыка, 1965.
- «Музыкальные картинки». Сюита для малого оркестра (в 6 частях: Ранним утром, Веселая песенка, Ссора, Клоуны, Плясовая, Колыбельная). 1958. Издание: Москва, Сов.композитор, 1963.
- Три пьесы для скрипки и фортепиано (Импровизация, Адажио, Пляска). 1958. Издание. Москва, Сов.композитор, 1962 (только вторая и третья пьесы).
- «Иван-солдат». Опера в 3 актах и 5 картинах по русской народной сказке. 1959.
- «Родная сторона». Вокальный цикл для среднего голоса и фортепиано на стихи Александра Прокофьева (в 4 частях). 1959. Издание: Романсы советских композиторов для среднего голоса и фортепиано. Вып.5. — Москва, Сов.композитор, 1978.
- Камерная симфония для кларнета, фагота, фортепиано и струнных (в 3 частях: Увертюра, Basso ostinato, Токката). 1960.
- «Сибирская земля». Оратория для чтеца, баса, смешанного хора и оркестра на стихи Александра Твардовского (в 5 частях). 1961.
- Дивертисмент в классическом стиле для фортепиано в 4 руки (в 5 частях: Прелюдия, Хорал, Менуэт, Ария, Фуга на тему BACH). 1961. Издание: Э.Денисов. Детские пьесы для фортепиано. — Москва, Сов.композитор, 198913.

### Переложения
- Три переложения для гитары и голоса (П. Е. Фонцо, В. де Мельо, Неаполитанская серенада). Издание: Москва, Музгиз, 1956.
- Сен-Санс. Танго. Мексиканская народная песня. Переложение для двух мандолин (домр) и гитары. Издание: Москва, Музгиз, 1958.
- Равель. Испанская песня. Переложение для голоса и двух гитар. Издание: Москва, Музгиз, 1958.
- Альбом легких переложений для фортепиано в 4 руки. Вып.1, 2, 3. Составление и переложение Э. Денисова. Издание: Москва, Музгиз, 1961, 1962, 1963.
- Произведения французских композиторов. Легкие переложения для фортепиано в 4 руки Э. Денисова. Издание: Москва, Музыка, 1965.

## Музыка для кино, театра, теле- и радиопостановок

### Фильмография
Более шестидесяти фильмов (художественных, научно-популярных, мультфильмов).
- 1962 — Черепаха Тортилла (дипломная работа реж. В. Георгиева)
- 1964 — Голубая чашка
- 1964 — Золотой берег (Фитиль № 28) (документальный)[1]
- 1965 — Бывает и так
- 1965 — Лебедев против Лебедева
- 1966 — Главный Звёздный (мультфильм)
- 1967 — Сильные духом
- 1977 — Аленький цветочек
- 1977 — Тебе — атакующий класс (мультфильм)
- 1978 — Безымянная звезда
- 1979 — Мир в трёх измерениях
- 1980 — Идеальный муж
- 1983 — Дважды рождённый
- 1983 — У опасной черты
- 1988 — На окраине, где-то в городе
- 1989 — Бумажные глаза Пришвина
- 1989 — Ночевала тучка золотая…
- 1989 — Пиры Валтасара, или Ночь со Сталиным
- 1990 — Искушение Б.
- 1990 — Самоубийца
- 1990 — Тело
- 1990 — Царская охота
- 1991 — Опыт бреда любовного очарования
- 1992 — На Иртыше
- 1992 — Очень верная жена
- 1992 — Свободная зона
- 1993 — Аномалия
- 1993 — Желание любви

### Спектакли
- Послушайте! (В. Маяковский)
- Живой (Б. Можаев)
- Обмен (Ю. Трифонов)
- Мастер и Маргарита (М. Булгаков)
- Преступление и наказание (Ф. Достоевский)
- Три сестры (А. Чехов)
- Театральный роман (М. Булгаков)
- Федра (М. Цветаева) — в «Театре на Таганке»
- Кабала святош (М. Булгаков)
- Дни Турбиных (М. Булгаков)
- Кот домашний средней пушистости (В. Войнович) — в театре «Современник»
- Чайка (А. Чехов) — в театре имени Маяковского
- Подросток (Ф. Достоевский) — в Хельсинки

### теле- и радиопостановки
- Гаргантюа и Пантагрюэль (Ф. Рабле)
Пять баллад из музыки к спектаклю «Гаргантюа и Пантагрюэль» (на слова Ф. Вийона) опубликовано в сборнике: Э. Денисов. Вокальные произведения /Театр. 1/. — Москва, Советский композитор, 1980.
- Малыш и Карлсон, который живет на крыше (А. Линдгрен)
- Матушка Кураж (Б. Брехт)
- Аладдин и волшебная лампа